# Sportklub Rapid 2009-2010
Questa pagina raccoglie i dati riguardanti lo Sportklub Rapid nelle competizioni ufficiali della stagione 2009-2010.

## Stagione
Nella stagione 2009-2010 il Rapid Vienna deve fare i conti con la cessione di Erwin Hoffer al Napoli, per la cifra record di 5 milioni di euro. Orfana del suo campione, la squadra è protagonista di un avvio di stagione interlocutorio in campionato, dove viene sconfitta 2-1 all'esordio a Mattersburg. Il prosieguo mostra una squadra convincente in casa, molto meno in trasferta. Il 30 agosto va in scena il 290º derby di Vienna, terminato 1-1. Il 13 settembre, dopo la pausa per le nazionali, lo scontro con i campioni in carica del Salisburgo termina 2-2, con i biancoverdi capaci di rimontare da un doppio svantaggio.
In Europa, dove il Rapid è impegnato in Europa League, in successione vengono eliminati gli albanesi del Vllaznia e i ciprioti dell'APOP, prima della vittoria nel quarto turno preliminare, con l'eliminazione dell'Aston Villa. Approdato alla fase a gironi, il Rapid esordisce con un 3-0 ai danni dell'Amburgo, semifinalista della stagione precedente e, a quel punto della stagione, capoclassifica in Germania.
Il 23 settembre, vincendo 1-0 a Kapfenberg con gol di Andreas Dober, il club ottiene la 1.500ª vittoria di sempre in campionato.
La stagione coincide con i festeggiamenti per i 110 anni di vita del club, festeggiati in estate con due amichevoli, una persa contro lo Schalke e una vinta contro i vicecampioni inglesi del Liverpool.
Nel 291º derby di Vienna, il 22 novembre, i biancoverdi ottengono un'affermazione per 4-1, con doppietta del capitano Hofmann. Il 12 dicembre, battendo 2-1 il Ried, il Rapid è campione d'inverno.
Nel girone di ritorno la squadra, dopo l'eliminazione europea e dopo essere stata a lungo l'unica rivale dei campioni in carica, cede al Salisburgo il titolo e all'Austria Vienna la piazza d'onore. In coppa viene eliminata nei quarti di finale dall'Austria Kärnten.
Il capitano Hofmann riesce comunque a laurearsi capocannoniere della Bundesliga con 20 centri, uno in più di Wallner del Salisburgo, e due in più del compagno di squadra Jelavić e del capocannoniere uscente Janko.

## Maglie e sponsor
Lo sponsor tecnico per la stagione 2009-2010 è Adidas, mentre lo sponsor ufficiale è Wien Energie. I partner ufficiali sono OMV (petroli), Orange (telefonia), VISA (servizi finanziari), Ottakringer (birrificio), M-Line e tipp3.
| Casa | Trasferta | Terza divisa |

## Organigramma societario
Area direttiva
- Presidente:  Rudolf Edlinger
- Vice Presidente:  Siegfried Menz
- Responsabile finanziario:  Johann Smolka
- Direttore Generale:  Werner Kuhn

Area organizzativa
- Segretario generale:  Nikolaus Rosenauer
- Team manager:  Gaby Fröschl

Area comunicazione
- Responsabile area comunicazione:  Sharif Shoukry

Area marketing
- Ufficio marketing:  Markus Blümel
 Rainer Karutz
 Sandra Roser

Area tecnica
- Direttore sportivo:  Alfred Hörtnagl
- Allenatore:  Peter Pacult
- Allenatore in seconda:  Leopold Rotter
- Preparatore/i atletico/i:  Christian Canestrini
- Preparatore dei portieri:  Manfred Kohlbacher

## Rosa
Aggiornato al 20 settembre 2009
| N. |                       | Ruolo | Calciatore              |
| -- | --------------------- | ----- | ----------------------- |
| 1  | Austria (bandiera)    | P     | Raimund Hedl            |
| 3  | Austria (bandiera)    | D     | Jürgen Patocka          |
| 4  | Montenegro (bandiera) | D     | Milan Jovanović         |
| 6  | Austria (bandiera)    | D     | Christian Thonhofer     |
| 7  | Austria (bandiera)    | C     | Stefan Kulovits         |
| 8  | Finlandia (bandiera)  | C     | Markus Heikkinen        |
| 9  | Albania (bandiera)    | A     | Hamdi Salihi            |
| 11 | Germania (bandiera)   | C     | Steffen Hofmann         |
| 13 | Austria (bandiera)    | D     | Christoph Schösswendter |
| 14 | Austria (bandiera)    | D     | Markus Katzer           |
| 15 | Austria (bandiera)    | C     | Boris Prokopič          |
| 16 | Croazia (bandiera)    | A     | Nikica Jelavić          |
| 17 | Austria (bandiera)    | C     | Veli Kavlak             |

| N. |                       | Ruolo | Calciatore          |
| -- | --------------------- | ----- | ------------------- |
| 18 | Austria (bandiera)    | D     | Hannes Eder         |
| 19 | Austria (bandiera)    | A     | Christopher Drazan  |
| 20 | Austria (bandiera)    | A     | René Gartler        |
| 22 | Norvegia (bandiera)   | C     | Ragnvald Soma       |
| 23 | Austria (bandiera)    | D     | Andreas Dober       |
| 24 | Austria (bandiera)    | P     | Helge Payer         |
| 27 | Montenegro (bandiera) | C     | Branko Bošković     |
| 28 | Austria (bandiera)    | C     | Christopher Trimmel |
| 30 | Austria (bandiera)    | P     | Lukas Königshofer   |
| 31 | Austria (bandiera)    | D     | Tanju Kayhan        |
| 33 | Austria (bandiera)    | A     | Mario Konrad        |
| 35 | Austria (bandiera)    | C     | Yasin Pehlivan      |
| 36 | Austria (bandiera)    | C     | Muhammed Ildiz      |

## Calciomercato

### Sessione estiva
| Arrivi | Arrivi                  | Arrivi          | Arrivi                       |
| R.     | Nome                    | da              | Modalità                     |
| ------ | ----------------------- | --------------- | ---------------------------- |
| P      | Lukas Königshofer       | Austria Kärnten | acquisto a titolo definitivo |
| D      | Christoph Schösswendter | Vöcklabruck     | acquisto a titolo definitivo |
| D      | Milan Jovanović         | Spartak-Nal'čik | acquisto a titolo definitivo |
| D      | Ragnvald Soma           | Viking          | acquisto a titolo definitivo |
| A      | Mario Konrad            | Altach          | acquisto a titolo definitivo |
| A      | Christopher Frank       | St. Pölten      | acquisto a titolo definitivo |
| A      | Hamdi Salihi            | Ried            | acquisto a titolo definitivo |

| Partenze | Partenze          | Partenze         | Partenze       |
| R.       | Nome              | a                | Modalità       |
| -------- | ----------------- | ---------------- | -------------- |
| P        | Andreas Lukse     | Sturm Graz       | prestito       |
| D        | Thomas Fröschl    | Lustenau 07      | prestito       |
| D        | Martin Hiden      | Austria Kärnten  | cessione       |
| D        | Stephan Palla     | Lustenau 07      | prestito       |
| D        | Mario Tokić       |                  | fine contratto |
| D        | Thomas Schrammel  | Ried             | prestito       |
| C        | Georg Harding     | Wacker Innsbruck | cessione       |
| A        | Erwin Hoffer      | Napoli           | cessione       |
| A        | Stefan Maierhofer | Wolverhampton    | cessione       |

## Risultati

### Campionato

#### Girone di andata
| Arbitro: | Gangl |

|                               |           |            |
| Jelavić 16’ Salihi 89’ (rig.) | Marcatori | 60’ Lavrič |

| Arbitro: | Meßner |

|                      |           |               |
| Mörz 68’ Waltner 81’ | Marcatori | 78’ Heikkinen |

| Arbitro: | Eisner |

|                                                            |           |             |
| Hofmann 53’ Konrad 65’ Trimmel 85’ Trimmel 87’ Trimmel 90’ | Marcatori | 20’ Gramann |

| Arbitro: | Einwaller |

|            |           |             |
| Salihi 59’ | Marcatori | 52’ Hofmann |

| Arbitro: | Krassnitzer |

|                                                         |           |            |
| Alunderis 9’ (aut.) Jelavić 17’ Jelavić 25’ Hofmann 29’ | Marcatori | 67’ Prager |

| Arbitro: | Plautz |

|         |           |                |
| Jun 46’ | Marcatori | 60’ Maierhofer |

| Arbitro: | Gangl |

|                        |           |                       |
| Hofmann 58’ Salihi 84’ | Marcatori | 38’ Tchoyi 39’ Švento |

| Arbitro: | Schörgenhofer |

|  |           |           |
|  | Marcatori | 77’ Dober |

| Arbitro: | Bernhard |

|                                |           |             |
| Salihi 27’ Soma 80’ Salihi 88’ | Marcatori | 26’ Kurtisi |

| Arbitro: | Hofmann |

|  |           |                                               |
|  | Marcatori | 10’ Jelavić 57’ Kavlak 70’ Jelavić 71’ Salihi |

| Arbitro: | Schörgenhofer |

|              |           |  |
| Beichler 56’ | Marcatori |  |

| Arbitro: | Eisner |

|                                              |           |  |
| Katzer 6’ Gartler 24’ Salihi 86’ Hofmann 90’ | Marcatori |  |

| Arbitro: | Prammer |

|              |           |                                   |
| Kaufmann 58’ | Marcatori | 82’ Drazan 84’ Gartler 89’ Drazan |

| Arbitro: | Einwaller |

|            |           |  |
| Katzer 12’ | Marcatori |  |

| Arbitro: | Meßner |

|                                    |           |                                          |
| Mayrleb 23’ Mayrleb 39’ Prager 42’ | Marcatori | 1’ Jelavić 64’ (rig.) Hofmann 75’ Salihi |

| Arbitro: | Stuchlik |

|                                               |           |                  |
| Hofmann 5’ Jelavić 17’ Hofmann 47’ Salihi 89’ | Marcatori | 56’ Hattenberger |

| Salisburgo 29 novembre 2009, ore 15:30 CEST 17ª giornata | Salisburgo    | 0 – 0 referto | Rapid Vienna | Wals-Siezenheim (20.685 spett.)\| Arbitro: \| Schörgenhofer \| |
| Arbitro:                                                 | Schörgenhofer |               |              |                                                                |

| Arbitro: | Drachta |

|                                    |           |           |
| Hofmann 18’ Jelavić 34’ Salihi 85’ | Marcatori | 78’ Heinz |

#### Girone di ritorno
| Arbitro: | Hofmann |

|                      |           |                 |
| Katzer 2’ Salihi 63’ | Marcatori | 47’ Burgstaller |

### Coppa d'Austria
| Parndorf 15 agosto 2009, ore 17:00 CET Primo turno                                                 | Parndorf  | 2 – 3 referto                          | Rapid Vienna | Heidebodenstadion (4.500 spett.) |
| \| \| \| \| \| Pistrol 39’ Pittnauer 45’ \| Marcatori \| 21’ Jelavić 30’ Maierhofer 120’ Drazan \| |           |                                        |              |                                  |
| |           |                                        |              |                                  |
| Pistrol 39’ Pittnauer 45’                                                                          | Marcatori | 21’ Jelavić 30’ Maierhofer 120’ Drazan |              |                                  |

| Arbitro: | Meßner |

|         |           |                                                                       |
| Rabl 4’ | Marcatori | 10’ Bošković 16’ Konrad 41’ Eder 49’ Salihi 63’ 84’ Konrad 88’ Drazan |

| Arbitro: | Dintar |

|             |           |                        |
| Nikolov 36’ | Marcatori | 46’ Drazan 68’ Jelavić |

| Arbitro: | Gangl |

|                                                |           |                           |
| Kaufmann 40’ Jelavić 56’ (aut.) Hierländer 76’ | Marcatori | 44’ Heikkinen 54’ Trimmel |

### Europa League
| Arbitro: | Bezborodov |

|                                                           |           |  |
| Hofmann 33’ (rig.) Jelavić 68’ 73’ Trimmel 83’ Hoffer 85’ | Marcatori |  |

| Arbitro: | Yildirim |

|  |           |                                        |
|  | Marcatori | 66’ Hofmann 76’ Maierhofer 92’ Hofmann |

| Arbitro: | Paniashvili |

|                            |           |                     |
| Maierhofer 25’ Jelavić 57’ | Marcatori | 79’ Correira Semedo |

| Arbitro: | Berntsen |

|                                                   |           |                         |
| Edgar Marcelino 43’ (rig.) Sebastián González 80’ | Marcatori | 30’ Konrad 111’ Trimmel |

| Arbitro: | Dan Tudor |

|            |           |  |
| Jelavić 1’ | Marcatori |  |

| Arbitro: | Velasco Carballo |

|                             |           |             |
| Milner 38’ (rig.) Carew 53’ | Marcatori | 76’ Jelavić |

| Arbitro: | Bebek |

|                                    |           |  |
| Hofmann 35’ Jelavić 44’ Drazan 76’ | Marcatori |  |

| Arbitro: | Duarte Paixao |

|              |           |            |
| McDonald 21’ | Marcatori | 4’ Jelavić |

| Arbitro: | Jakobsson |

|                                                                        |           |             |
| Dober 30’ (aut.) Menteshashvili 54’ Shechter 59’ Vermouth 69’ Lala 90’ | Marcatori | 31’ Hofmann |

| Arbitro: | Skjerven |

|  |           |                                   |
|  | Marcatori | 13’ Yadin 65’ Vermouth 70’ Natkho |

| Arbitro: | Nijhuis |

|                     |           |  |
| Jansen 47’ Berg 53’ | Marcatori |  |

| Arbitro: | Malek |

|                          |           |                             |
| Jelavić 1’ 8’ Salihi 19’ | Marcatori | 24’ 67’ Fortuné 91’ McGowan |